# مسجد بدر (سكيكدة)
مسجد بدر.  يقع بحي 20 أغسطس 55 بسكيكدة، تم إنشاؤه في عهدة الشاذلي، شارك منذ أن تأسس على نشر العلم والثقافة الإسلامية وتعليم الكبار القرءاة.